# Elfenkauz

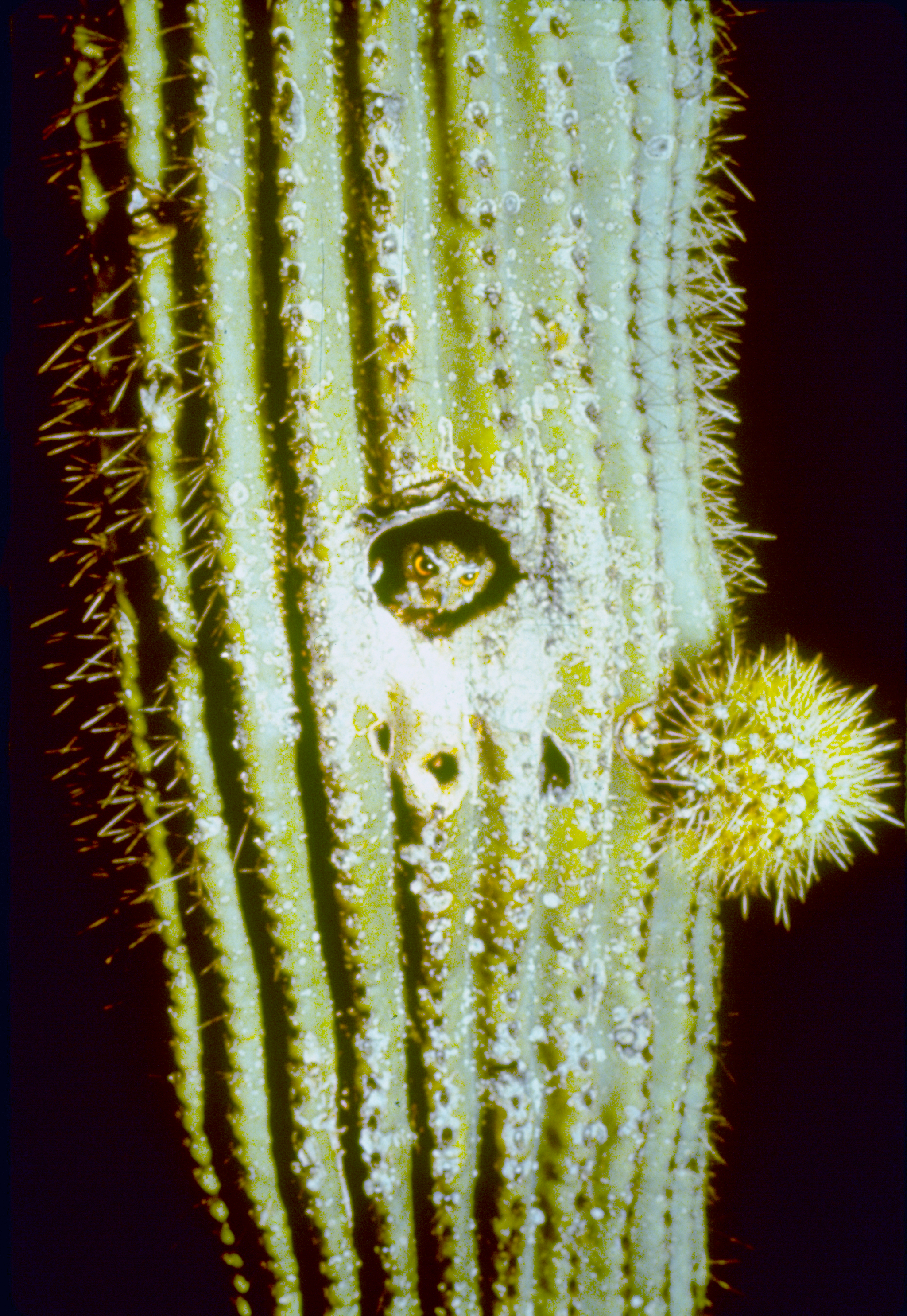
Elfenkauz in Kakteenhöhle

Der Elfenkauz (Micrathene whitneyi, Syn.: Athene whitneyi) ist die einzige Art der Eulengattung der Elfenkäuze (Micrathene).

## Merkmale
Mit einer Körperlänge von 13 bis 14 cm ist er eine der kleinsten Eulen. Der Elfenkauz hat einen runden Körper, einen kurzen Schwanz und einen rundlichen Kopf ohne Federohren.

## Verbreitung und Lebensraum
Sein Verbreitungsgebiet umfasst den Südwesten der USA, sowie Ost-Mexiko und die Insel Socorro. Er bewohnt eine Vielzahl unterschiedlicher Waldtypen, trockene, grasbewachsene Niederungen und feuchte Savannen. Er ist dabei bis auf eine Höhe von 2.000 Meter über NN zu finden.

## Fortpflanzung
Als Nistplatz bevorzugt er verlassene Spechtröhren, die sich bis zu 10 Meter über dem Boden befinden. Bekannt ist er für seine Neigung, nicht nur in Baumhöhlen, sondern auch in Spechtröhren in Säulenkakteen zu nisten.

## Verhalten und Ernährung
Der fast ausschließlich nachtaktive Elfenkauz jagt vor allem große Insekten.

## Unterarten
Es sind folgende Unterarten bekannt:
- Micrathene whitneyi whitneyi (Cooper, JG, 1861) kommt im Südwesten der USA and dem Nordwesten Mexikos vor.
- Micrathene whitneyi idonea (Ridgway, 1914) ist vom südlichen Texas bis Zentralmexiko verbreitet.
- Micrathene whitneyi sanfordi (Ridgway, 1914) kommt im Süden im mexikanischen Teil Niederkaliforniens vor.
- Micrathene whitneyi graysoni † (Ridgway, 1886) war auf der Insel Socorro verbreitet.

## Etymologie und Forschungsgeschichte
Die Erstbeschreibung des Elfenkauz erfolgte 1861 durch James Graham Cooper unter dem Namen Athene whitneyi. Als Sammelort des Typusexemplars war Fort Mojave im Colorado Valley. 1866 führte Elliott Coues die neue Gattung Micrathene für den Elfenkauz ein. Dieses Wort leitet sich vom griechischen  micros für „klein“ und Athene für eine „Göttin der griechischen Mythologie, die laut Homer mit der Eule verknüpft ist“ ab. Das Artepitheton »whitneyi« wurde nach dem  US-amerikanischen Geologen Josiah D. Whitney benannt, der Cooper die Erlaubnis zur Erstbeschreibung gab.